# Jacques Patissou
Jacques François Marie Patissou (né à Nantes le 9 mars 1880, mort à Paris le 25 février 1925) est un peintre français.

## Biographie
Élève au lycée de Nantes, il se rend jeune à Paris et entre à l'école des Beaux-Arts en 1899, intégrant les ateliers d'Aimé Morot, François Flameng et Fernand Cormon. Il reçoit une mention honorable au Prix Troyon en 1903 et tente plusieurs fois d'obtenir le Prix de Rome de peinture, notamment en 1905 (Silène enchaîné) et en 1908 (La mort de saint Tharcisse). Il reçoit le Prix Chenavard pour son Jacob et l'ange (Nantes, musée d'arts) et se distingue lors des concours de l'école des Beaux-Arts : au concours du torse en 1906, de l'esquisse peinte en 1908, et de la tête d'expression en 1910.
Il expose régulièrement au Salon des Artistes français, en se spécialisant dans le genre de la nature-morte et du portrait, et reçoit le prix Maguelonne-Lefebvre-Glaize en 1905. Mobilisé pendant la première guerre mondiale (lors de laquelle il est grièvement blessé), il reprend sa carrière à la fin du conflit, en recevant plusieurs grandes commandes décoratives : il réalise des décors pour la Caisse d'Epargne de Nantes et pour le théâtre Graslin de Nantes. Il réalise les illustrations d'une édition de L'Histoire de la nation française de Gabriel Hanotaux, publiée en 1920. Après-guerre, il se consacre aussi à l'enseignement, en devenant professeur de dessin à l'école spéciale militaire de Saint-Cyr, puis à l'école Polytechnique. En 1924, la galerie Georges-Petit à Paris lui consacre une exposition.
Il n'aura pas le temps de réaliser le décor commandé pour le plafond du grand escalier de l'hôtel de ville de Levallois-Perret : il meurt en 1925 des suites d'une blessure reçue pendant la guerre, et c'est le peintre André Herviault qui exécutera cet ultime décor (une allégorie de La Liberté), en respectant fidèlement l'esquisse de Patissou. Il est enterré au cimetière de Montrouge.

## Hommage
Son nom a été attribué à la place Jacques-Patissou dans le quartier Malakoff - Saint-Donatien à Nantes.
En 2018 des élèves en BTS de l'école des métiers d'arts graphiques et plurimédia de Nantes, Grafipolis, réalisent un Todiébook sur le thème de Jacques Patissou. Cette collaboration avec Cristian Todié a permis l’impression d'une vingtaine d'exemplaires numériques.

## Liste des peintures
- Torse, 1906, Paris, école nationale supérieure des Beaux-Arts
- Appolon et Marsyas, esquisse, 1908, Paris, école nationale supérieure des Beaux-Arts
- La Fierté, 1910, Paris, école nationale supérieure des Beaux-Arts
- La Fortune et l'Epargne, esquisse pour la Caisse d'Epargne de Nantes, vers 1910, Nantes, musée d'arts
- Nantes, ville Maritime, et le Commerce, esquisse pour la Caisse d'Epargne de Nantes, vers 1910, Nantes, musée d'arts
- Portrait de Mademoiselle Merlant jeune, 1911, Nantes, musée d'arts
- Portrait de Monsieur Lotz-Brissonneau, 1913, Nantes, château des ducs de Bretagne
- La Liberté, esquisse pour le plafond de la mairie de Levallois-Perret, 1925, Nantes, musée d'arts
- Nature morte aux fleurs, Nantes, musée d'arts
- Nature morte, Paris, musée national d'art moderne, centre Georges-Pompidou
- Nature morte au chaudron et aux poireaux, perdu, autrefois à Nantes, hôtel de ville
- Bouquet de fleurs, perdu, autrefois déposé sur le croiseur cuirassé Jules-Michelet
- Nature morte au cuivre et légumes, Nantes, musée d'arts
- Paysage, étang, Saint-Nazaire, écomusée, dépôt du musée d'arts Nantes
- Esquisse pour l'appartement « de Coty », Nantes, musée d'arts
- Jacob et l'ange, Nantes, musée d'arts
- Portrait de Mademoiselle Merlant aînée, Nantes, musée d'arts
- Fleurs, huile sur toile, 35 × 62 cm Athènes, Pinacothèque nationale[1]
- Fleurs, huile sur toile, 30 × 50 cm Athènes, Pinacothèque nationale[2]